# Lola Dargenti
Lola Dargenti (née Lola Davidovici le 9 septembre 1985 à Paris) est une auteur-compositeur-interprète française d'origine argentine.

## Biographie

### Origines et inspirations
Elle naît à Paris, le 9 septembre 1985, d'un père français, Jacques Davidovici, compositeur de musique de films et d'une mère d'origine argentine, Miriam Teitelbaum, architecte et chanteuse (sous le pseudonyme Emeraude). Très jeune, elle intègre l'École des enfants du spectacle à Paris qui lui permet de se consacrer aussi bien à ses études qu'à ses activités artistiques. Elle prend des cours de chant, de danse, de piano, de théâtre et de dessin. Chaque fin d'année, un spectacle est organisé au Paradis Latin pour que les élèves puissent partager leur talent. Lola découvre alors la scène, les applaudissements, le pouvoir des émotions et se découvre une passion plus forte que les autres: le chant.
Elle fait ses premières séances d'enregistrement comme choriste pour des courts et longs métrages.
En 2005, elle enregistre L'Arrabiata avec Kad Merad et Olivier Baroux pour la bande son du film Iznogoud de Patrick Braoudé.
La même année elle rencontre Grégory Basso qui travaille alors sur un projet d'album en espagnol. Elle devient son coach vocal et participe à l'album en écrivant la chanson Silencio .
Lola Dargenti enregistre également deux titres pour la bande son du film Le démon de midi de Marie-Pascale Osterrieth et contribue au projet Les trois mousquetaires font du cinéma de Gréco Casadesus.
Elle participe à la bande son de la pièce Dolores Claiborne, d'après le roman de Stephen King.
En 2007, après avoir obtenu une Licence de langues étrangères appliquées, elle intègre l'Académie internationale de comédie musicale).

### Premier album
En 2006, Lola Dargenti commence à travailler sur son premier album, produit par Sing Sing Productions. Y figurent deux titres écrits par Brice Homs, Souviens-moi  et Absent même quand il est là.
La réalisation artistique de l'album est assurée par Serge Perathoner et Jean-Yves D'Angelo .

Musiciens ayant participé au projet: Jannick Top, Claude Salmiéri, Bertrand Commère, Michel-Yves Kochmann, Loic Ponthieu, Laurent Vernerey, Marco Beacco.

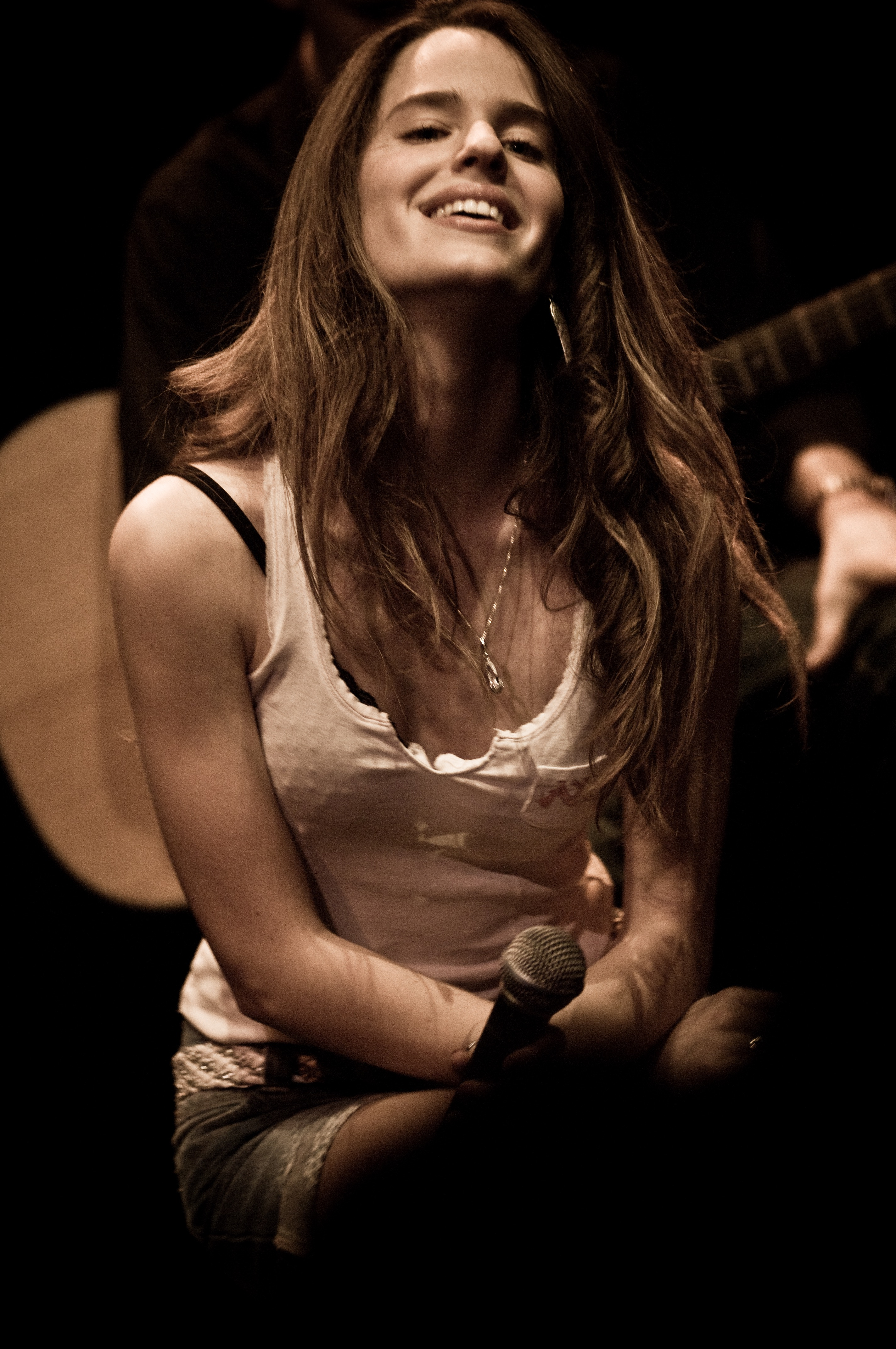
Lola Dargenti, en concert au théâtre de l'île Saint-Louis Paul Rey, à Paris

### Premières scènes
Viennent alors les premières scènes, au Théâtre Trévise, au Tremplin du Théâtre Darius Milhaud, et en avril 2008 Lola fait six dates de concert au Théâtre de l'île Saint Louis Paul Rey. Lola se produira aussi au Sentier des Halles, au Baiser Salé, L'Etage, Le Festival MMC Friends, le Théâtre de la Reine Blanche, Le Réservoir, La Scène Bastille...

### Les Rencontres d'Astaffort
En 2011, Lola Dargenti fait partie des 14 artistes sélectionnés par Francis Cabrel et son équipe pour participer aux 33e Rencontres d'Astaffort, ce qui lui permet de faire la première partie de Michel Jonasz avec d'autres jeunes talents. Elle interprète Rien de Sérieux (crée pendant le stage musical).

### Indalo,deuxième album

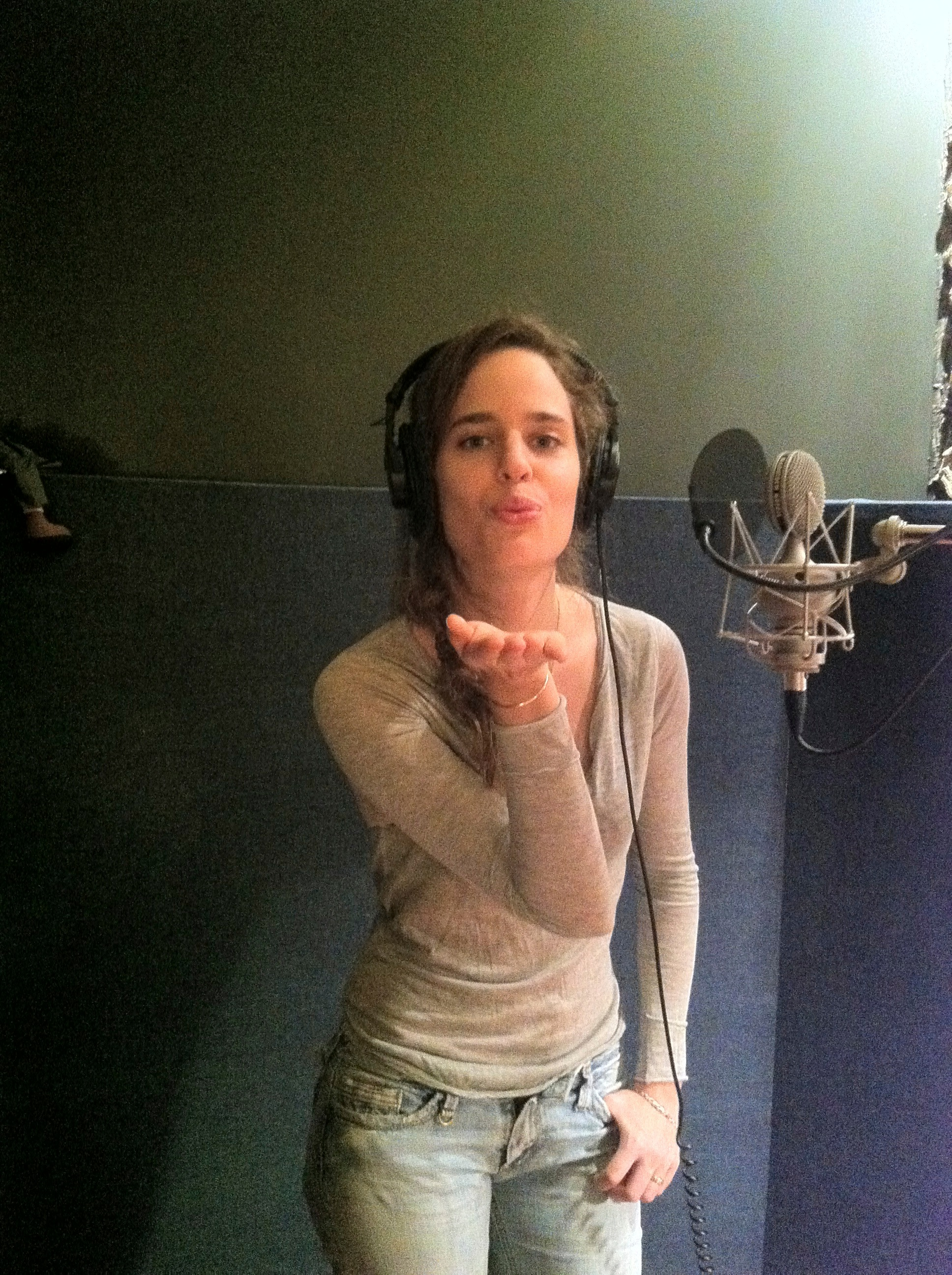
Lola Dargenti en studio à Montréal, pour son album Indalo

Toujours en 2011, Rick Allison lui propose de co-écrire des chansons (il l’avait découverte sur Myspace quelques années auparavant). Cette collaboration aboutira à la production de l'album Indalo .
Réalisé et produit par Rick Allison , c'est un album pop romantique aux sonorités latines enregistré entre Paris et Montréal.
Lola Dargenti participe à l'écriture de l'album . Plus de cinquante chansons seront ainsi enregistrées en français, en anglais et en espagnol (la deuxième langue maternelle de Lola) dont 13 titres sélectionnés pour l'album Indalo .
Parmi ces titres figurent une collaboration avec Sandrine Roy, T'oublier , ainsi qu’une reprise de la chanson Un soir de pluie, du groupe Blues Trottoir, dont le compositeur n’est autre que son père, Jacques Davidovici.
Elle collabore également avec Francis Cabrel, en adaptant en espagnol la chanson Je t’aimais, je t’aime, je t’aimerai, qui devient Te amé, te amo y te amaré. Le clip, réalisé par Vincent Egret, est tourné à La Havane, à Cuba.
Le premier single de Lola Dargenti, Bon anniversaire sort à l’automne 2014, il rentre sur les playlists des radios au Québec et le clip est diffusé à la télévision sur Musimax.
En mars 2015 sort le second single, La libertad, écrit par Lola Dargenti, musique de Rick Allison.
La chanson se positionne parmi les titres les plus joués en radio et atteint le Top 5 sur les palmarès du Québec ainsi que sur les top albums et singles itunes.
La libertad est choisie pour être le thème de l’auto-promotion de la chaîne télé TVA pour le printemps/été 2015.
L’album Indalo sort le 21 avril 2015 sous l’étiquette Fréquence +, et est distribué par Select Distribution au Canada,.
Commence ensuite une tournée promotionnelle pour l’artiste qui visite toutes les régions du Québec.

Lola Dargenti est invitée à l'émission Sucré Salé avec Francisco Randez et Salut Bonjour avec Gino Chouinard ,.

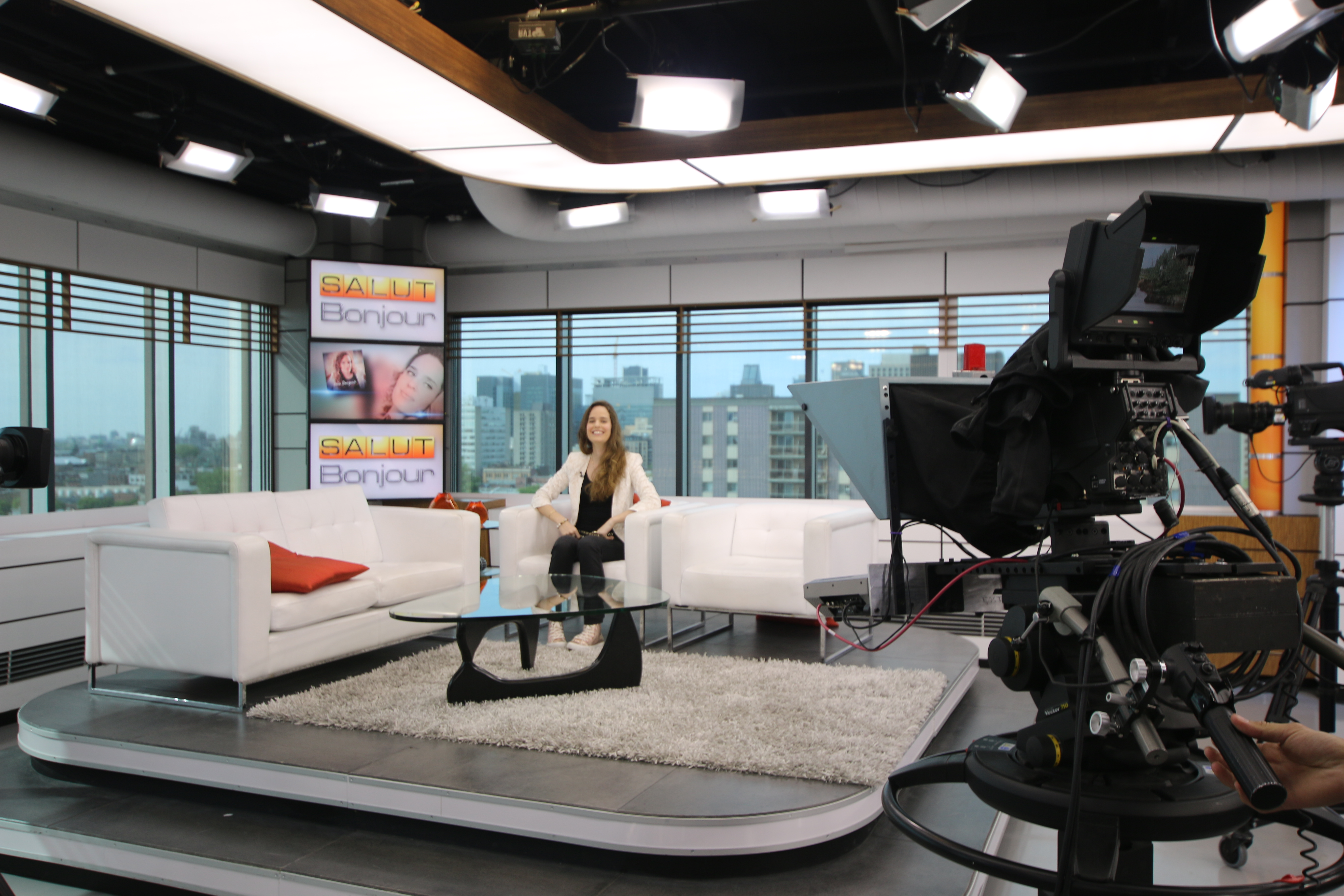
Lola, lors de son passage à l'émission Salut,Bonjour au Québec

En octobre 2015, sort le nouvel extrait de l'album Indalo, Te amé, te amo y te amaré qui rentre immédiatement sur les réseaux radios et dont la vidéo cumule 400.000 vues et est également diffusée sur la chaîne Musimax où le titre se hisse à la première position du palmarès.
Elle accepte l'invitation de l'artiste Étienne Drapeau à le rejoindre le temps d'un duo sur la chanson Darte un beso pour une émission spéciale, ainsi qu'une participation en invitée spéciale à l'occasion d'un concert à la Place des Arts, à Montréal .
Le livre digital Indalo: Entre mes lignes sort début 2016 sur Itunes et raconte dans les mots de l'artiste l'aventure de l'album Indalo. Il retrace l'histoire de chacune des chansons, son parcours, ses collaborations, ses rencontres, ses bonheurs, ses déceptions, l'origine des titres et se confie sur le contexte dans lequel l'album a été écrit .
L' album Indalo sort en digital dans le monde entier. Il sera suivi d’un album en espagnol,,.

## Discographie

### Singles
- mars 2020 : Que reste-t-il de nos amours ? (Charles Trenet / Charles Trenet)
- avril 2020 : Nos dieux sur terre (Lola Dargenti / Rick Allison)
- août 2020 : Lis sur mes lèvres (David Manet/ David Manet)
- décembre 2020 : Dame tus labios (David Manet - Lola Dargenti / David Manet)
- mars 2021 : Hoy (Lola Dargenti / Rick Allison)
- avril 2021 : Tous coupables (Lola Dargenti / Lola Dargenti)
- juillet 2021 : Promotion canapé (Lola Dargenti / Lola Dargenti)

### Collaborations
- The Power of music (Lola Dargenti / Lola Dargenti - Jacques Davidovici) Pour le Jeu en ligne Songmasters
- Te amé, te amo y te amaré (Lola Dargenti - Miriam Teitelbaum - Francis Cabrel / Francis Cabrel) Editions Chandelle Productions
- Silencio  (Gregory Basso - Lola Dargenti / Rodolphe Andrieu - Gérard Pichon) pour l’album de Gregory Basso
- Noche de lluvia (Clémence Lhomme - Lola Dargenti / Jacques Davidovici) Éditions French Fried Music
- Siempre te amaré (Sandrine Roy - Lola Dargenti / Sylvain Michel) Musinfo Les Editions
- Argentina (Lola Dargenti - Sylvain Larue / Josephine Fernandez)
- Rien de sérieux ( Lola Dargenti / Lola Dargenti - Yann Quéfféléant)
- Dame tus labios (David Manet - Lola Dargenti / David Manet)